# Cyrtanthus breviflorus
Cyrtanthus breviflorus, también llamado por los nativos «Lirio de fuego amarillo» es una planta herbácea, perenne y bulbosa, perteneciente a la familia de las amarilidáceas. La planta posee la peculiaridad de florecer luego de un incendio forestal.

## Características

### Ubicación y Apariencia
Es originaria de Sudáfrica, Cabo Oriental. Es una especie perenne con flores de color amarillo brillante abiertas que aparecen principalmente en primavera y verano aunque esporádicamente pueden aparecer a lo largo de la temporada,puede alcanzar hasta 30cm de altura. Es parte del grupo de los «Lirios de fuego» plantas cuya floración se ve estimulada por los incendios forestales, se han cultivado ejemplares que prosperan en el agua, y producen hasta 14 flores de color amarillo canario por planta.

### Crecimiento
El «Lirio de fuego» amarillo se encuentra en zonas pantanosas, cubiertas de hierba entre los 1000 a 3000 metros de altura. Crece mejor en zonas con suelos bien drenados donde la humedad sea constante. Al ser una planta perenne prefiere un suelo rico en compost. Dentro del Género Cyrtanthus las especies de hoja perenne en general son más fáciles de cultivar que las especies de hoja caduca.
Habitualmente pueden encontrarse cerca de fuentes de agua o humedad en altura. Como muchas de las plantas dentro de la categoría de «Lirio de fuego», cortar las flores o retirar la planta del sitio donde germinó es una actividad ilegal en Sudáfrica.